# Sofie Lundgaard
Sofie Lundgaard (født 29. maj 2002) er en dansk fodboldspiller, der spiller angreb for Liverpool F.C. Women i Women's Premier League.

## Karriere
Hun skiftede i februar 2019, til den danske topklub Fortuna Hjørring, efter at have haft stor succes i 1. divisionsklubben AaB Fodbold. Siden blev hun købt af Liverpool, hvor hun underskrev en to og et halvt års kontrakt i januar 2023.
Hun deltog desuden ved U/17-EM i fodbold for kvinder 2019 i Bulgarien, hvor holdet dog ikke nåede videre fra gruppespillet.

## Meritter

### Klub
Fortuna Hjørring
Elitedivisionen 
- Sølv : 2018-19

Sydbank Pokalen 
- Guld : 2019